# فرد إي. هاينز جونيور
فرد إي. هاينز جونيور (بالإنجليزية: Fred E. Haynes Jr.)‏ هو ضابط أمريكي، ولد في 5 يناير 1921 في دالاس في الولايات المتحدة، وتوفي في 25 مارس 2010 في نيويورك في الولايات المتحدة.